# 卒業試験
『卒業試験』（原題：Es war nicht die Nachtigall）は、1974年に公開された西ドイツの映画。
シルビア・クリステルの主演映画『エマニエル夫人』が1974年暮れからの公開にも関わらず、1975年5月になってもロングランが続くことから、急遽日本でも公開された。公開時の『サンデー毎日』には西ドイツ製の準ポルノ映画と書かれている。"準"の意味は不明。シルビアの役どころはハイティーンの処女で、避暑に来た同年代の高校生の男の子を誘惑し、湖で全裸になりマリファナを吸って初体験を頂く。実際のシルビアは本作撮影中に妊娠2カ月で、1975年2月の男児を出産している。

## キャスト
- シルビア・クリステル
- エッケハルト・ベレ
- ジャン＝クロード・ブイヨン
- テリー・トルダイ